# Metaseiulus camelliae
Metaseiulus camelliae är en spindeldjursart som först beskrevs av Chant och Yoshida-Shaul 1983.  Metaseiulus camelliae ingår i släktet Metaseiulus och familjen Phytoseiidae. Inga underarter finns listade i Catalogue of Life.